# Patrick D'Rozario
Patrick D'Rozario (Padrishibpur, 1. listopada 1943.) bangladeški je prelat Katoličke Crkve koji je bio nadbiskup Dhake od 2011. do 2020.  godine. Kardinal je postao 2016., prvi iz Bangladeša.